# Babussalam (Baktiya)
Babussalam is een bestuurslaag in het regentschap Aceh Utara van de provincie Atjeh, Indonesië. Babussalam telt 1293 inwoners (volkstelling 2010).